# Santuario Iwa
El santuario Iwa (伊和神社 Iwa jinja?) es un santuario sintoísta en Shisō, en la prefectura de Hyōgo, Japón.

## Historia
Iwa era el principal y más relevante santuario sintoísta (ichinomiya) de la antigua provincia de Harima. Actualmente sirve como uno de los ichinomiya de la prefectura de Hyōgo. El kami consagrado es Ōkuninushi no kami (大 国 主 神?).

## Galería

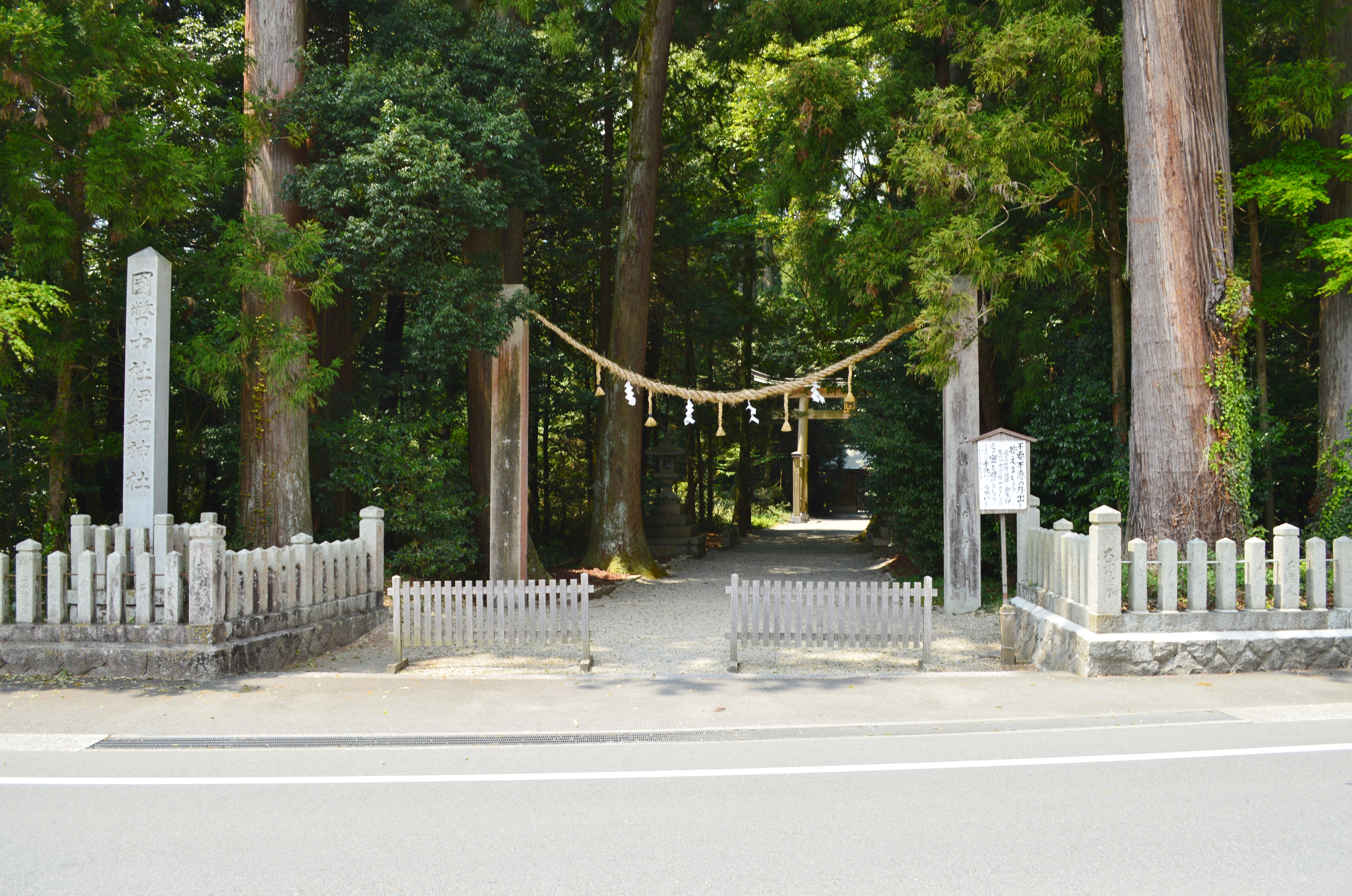
Entrada al santuario
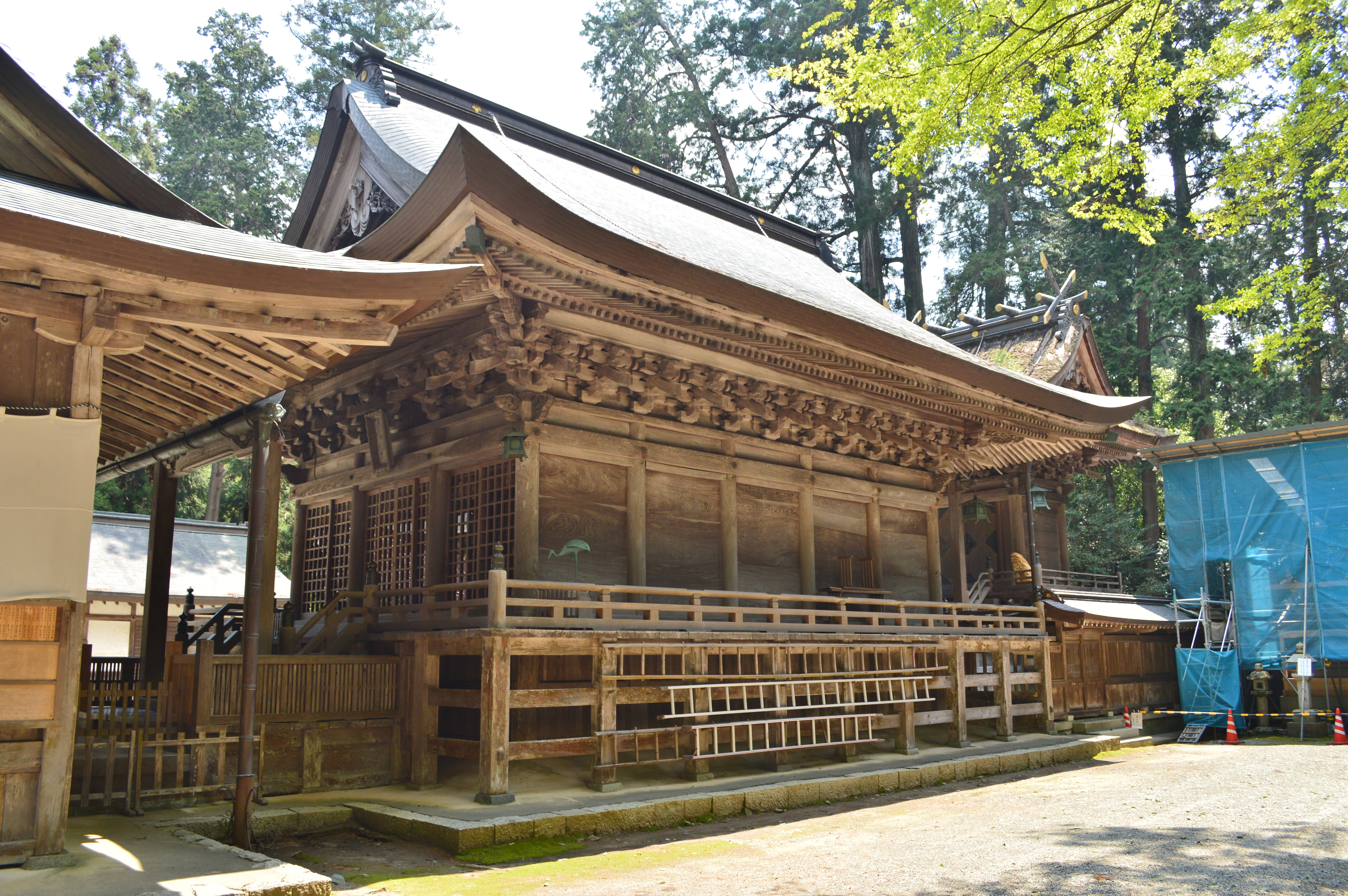
El heiden (salón de ofrendas)
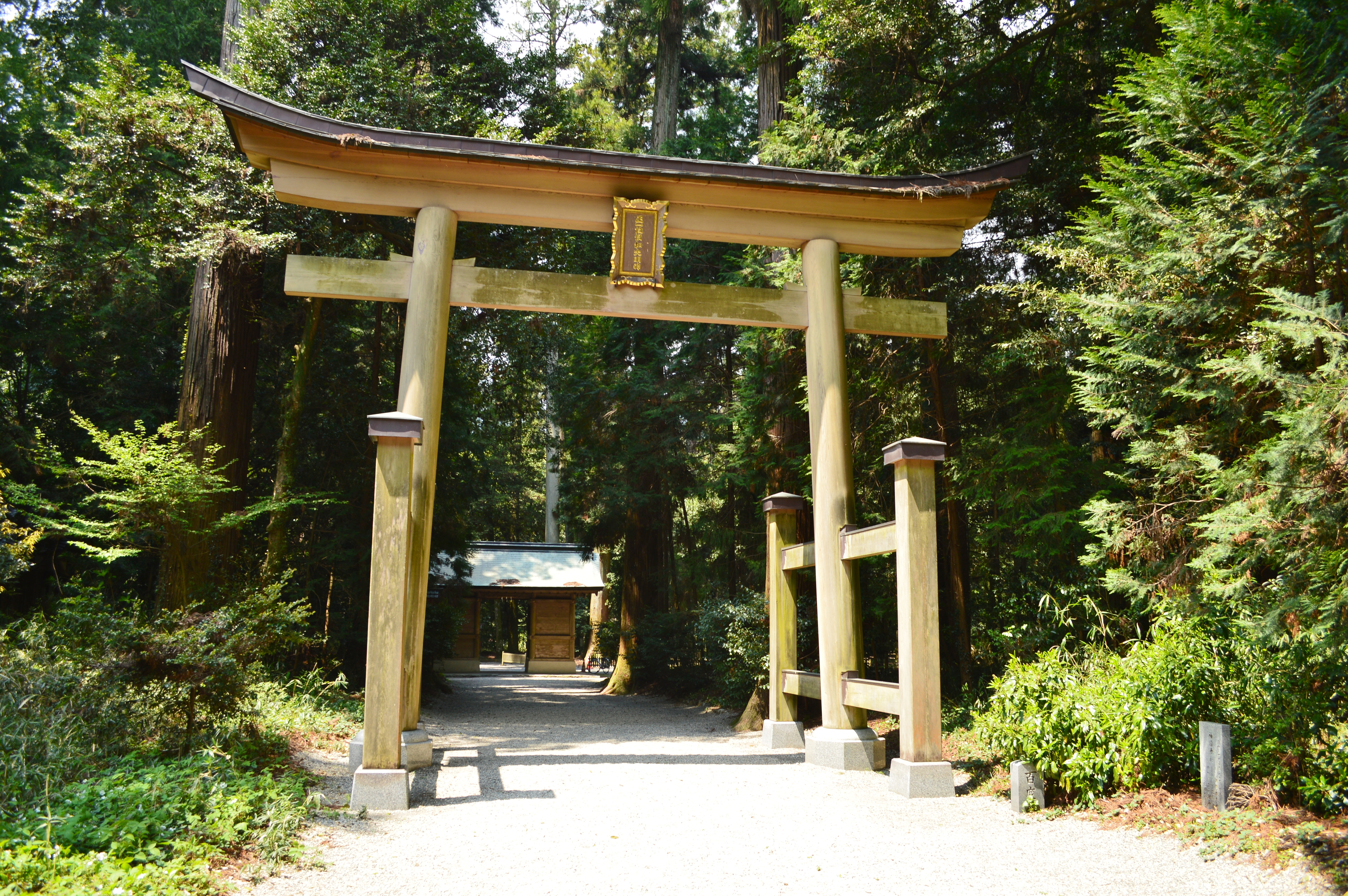
Puerta torii
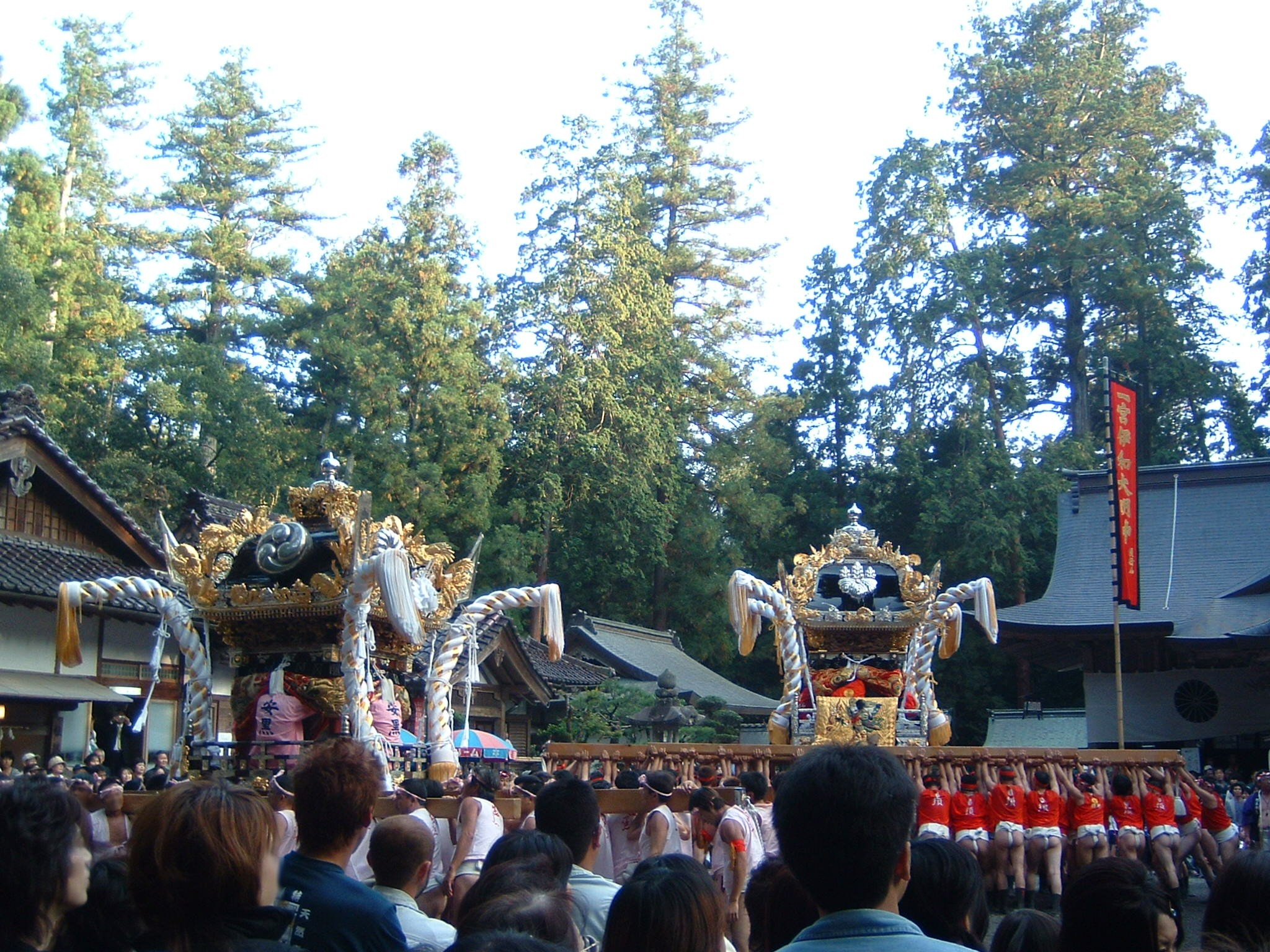
Akimatsuri (festival de otoño) en el santuario
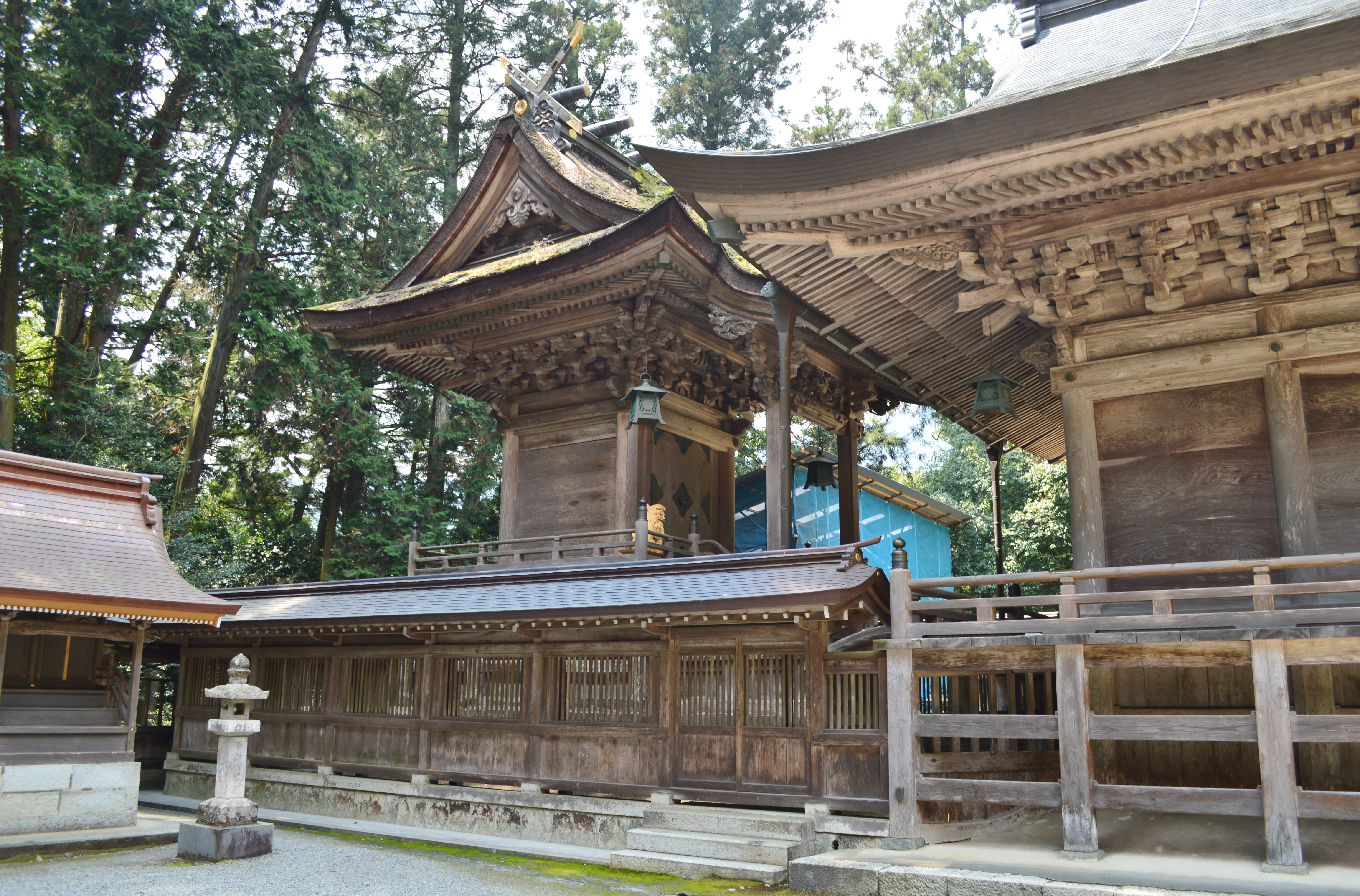
El honden (salón principal)